# Kanton Sainte-Foy-la-Grande
Der Kanton Sainte-Foy-la-Grande war von 1801 bis 2015 ein französischer Wahlkreis im Arrondissement Libourne, im Département Gironde und in der Region Aquitanien; sein Hauptort war Sainte-Foy-la-Grande, Vertreter im Generalrat des Départements war zuletzt von 2008 bis 2015 Robert Provain. 
Der Kanton war 132,19 km² groß und hatte 11.923 Einwohner (2006). 

## Gemeinden
| Gemeinde                   | Einwohner Jahr | Fläche km² | Bevölkerungsdichte | Postleitzahl | Code INSEE |
| -------------------------- | -------------- | ---------- | ------------------ | ------------ | ---------- |
| Caplong                    | 228 (2013)     | –          | – Einw./km²        | 33220        | 33094      |
| Eynesse                    | 580 (2013)     | –          | – Einw./km²        | 33220        | 33160      |
| Les Lèves-et-Thoumeyragues | 561 (2013)     | –          | – Einw./km²        | 33220        | 33242      |
| Ligueux                    | 170 (2013)     | –          | – Einw./km²        | 33220        | 33246      |
| Margueron                  | 350 (2013)     | –          | – Einw./km²        | 33220        | 33269      |
| Pineuilh                   | 4300 (2013)    | –          | – Einw./km²        | 33220        | 33324      |
| Riocaud                    | 193 (2013)     | –          | – Einw./km²        | 33220        | 33354      |
| La Roquille                | 326 (2013)     | –          | – Einw./km²        | 33220        | 33360      |
| Saint-André-et-Appelles    | 722 (2013)     | –          | – Einw./km²        | 33220        | 33369      |
| Saint-Avit-de-Soulège      | 79 (2013)      | –          | – Einw./km²        | 33220        | 33377      |
| Saint-Avit-Saint-Nazaire   | 1490 (2013)    | –          | – Einw./km²        | 33220        | 33378      |
| Sainte-Foy-la-Grande       | 2321 (2013)    | –          | – Einw./km²        | 33220        | 33402      |
| Saint-Philippe-du-Seignal  | 479 (2013)     | –          | – Einw./km²        | 33220        | 33462      |
| Saint-Quentin-de-Caplong   | 252 (2013)     | –          | – Einw./km²        | 33220        | 33467      |

## Bevölkerungsentwicklung
| 1962   | 1968   | 1975   | 1982   | 1990   | 1999   | 2006   |
| ------ | ------ | ------ | ------ | ------ | ------ | ------ |
| 10.173 | 10.980 | 11.393 | 11.195 | 11.211 | 11.534 | 11.923 |